# María Aileen H. Bugarin
María Aileen H. Bugarin ist eine Diplomatin von den Philippinen.

## Werdegang
Bugarin war bis 2009 stellvertretende Leiterin der philippinischen Botschaft in Neu-Delhi (Indien). Von Juli 2009 bis Juli 2015 war Bugarin philippinische Botschafterin in Osttimor. Sie war dann Assistant Secretary of the Office of Protocol im philippinischen Außenministerium, bis sie am 7. März 2016 von Jerril G. Santos abgelöst wurde. Es folgte dann der Posten der Assistant Secretary im Human Resource Management Office (HMRO).
Seit 2017 ist Bugarin philippinische Generalkonsulin im japanischen Osaka.

## Auszeichnungen
2012 erhielt Bugarin von Osttimors Staatspräsidenten José Ramos-Horta die Insígnia des Ordem de Timor-Leste.